# Nicholas Kergozou
Nicholas Kergozou De La Boessiere (Invercargill, 29 april 1996) is een Nieuw-Zeelands baan- en wegwielrenner. In 2015 maakte Kergozou deel uit van de ploeg die tijdens de Oceanische kampioenschappen baanwielrennen de ploegenachtervolging won. In 2019 won hij de 1km tijdrit op de Oceanische kampioenschappen.

## Baanwielrennen

### Belangrijkste Resultaten
| Jaar     | NK                                                                            | OK                                   | WK                   | Overig                                                            |
| Junioren | Junioren                                                                      | Junioren                             | Junioren             | Junioren                                                          |
| -------- | ----------------------------------------------------------------------------- | ------------------------------------ | -------------------- | ----------------------------------------------------------------- |
| 2014     | omnium                                                                        |                                      | ploegenachtervolging |                                                                   |
| Elite    |                                                                               |                                      |                      |                                                                   |
| 2015     |                                                                               | ploegenachtervolging · omnium        |                      |                                                                   |
| 2016     |                                                                               | achtervolging · ploegenachtervolging |                      |                                                                   |
| 2017     | ploegenachtervolging · achtervolging · puntenkoers · koppelkoers · teamsprint | ploegenachtervolging · 1km tijdrit   | ploegenachtervolging | WB Milton: ploegenachtervolging WB Santiago: ploegenachtervolging |
| 2018     |                                                                               |                                      |                      |                                                                   |
| 2019     | 1km tijdrit · ploegenachtervolging · teamsprint                               | 1km tijdrit                          |                      | WB Cambridge: ploegenachtervolging                                |
| 2020     | 1km tijdrit                                                                   |                                      |                      |                                                                   |

## Wegwielrennen

### Overwinningen
2022
3e etappe New Zealand Cycle Classic
2023
8e etappe Ronde van Southland
2024
6e etappe Ronde van Thailand
2025
6e etappe Ronde van Thailand

## Ploegen
- 2018 –  Mobius-BridgeLane
- 2022 –  St George Continental Cycling Team
- 2023 –  St George Continental Cycling Team
- 2024 –  St George Continental Cycling Team
- 2025 –  St George Continental Cycling Team

Berends · Coyle · Donohoe · A. Evans · B. Evans · Kergozou · Livingstone · Lyons · Murtagh · Newbery · Reynolds
Crome · Dutton · Harvey · Ivory · Jones · Keast · Kergozou · Mawditt · Nankervis · Nisbet · Pithie · Reardon · Walters
Sjabloon:Navigatie selectie wielerploeg/St George Continental Cycling Team 2023
Sjabloon:Navigatie selectie wielerploeg/St George Continental Cycling Team 2024
Sjabloon:Navigatie selectie wielerploeg/St George Continental Cycling Team 2025